# NGC 4531
NGC 4531 é uma galáxia espiral barrada (SB0-a) localizada na direcção da constelação de Virgo. Possui uma declinação de +13° 04' 33" e uma ascensão recta de 12 horas, 34 minutos e 15,8 segundos.
A galáxia NGC 4531 foi descoberta em 17 de Abril de 1784 por William Herschel.